# 3×3-basketbal
3×3-basketbal is een variant van basketbal waarbij twee teams van drie spelers tegen elkaar spelen op een kleiner dan half basketbalveld (11 x 15 mtr), met één basket. Deze spelvorm is sinds de Olympische Zomerspelen 2020 in Tokio een olympische discipline.

## Geschiedenis
De FIBA besloot in 2007 om 3×3-basketbal te introduceren tijdens de Olympische Jeugdzomerspelen van 2010 in Singapore. Dit was het eerste officiële FIBA-toernooi van de sport. Vanaf 2012 organiseert de FIBA het wereldkampioenschap voor landenteams. In 2022 vond het WK voor zowel vrouwen als mannen plaats in Antwerpen. In 2020 werd 3x3-basketbal onderdeel van de Olympische Zomerspelen 2020.

## Spelregels
De spelregels van 3×3-basketbal zijn gebaseerd op de spelregels van 5-tegen-5-basketbal. De laatste versie van de spelregels specifiek voor 3×3-basketbal is in augustus 2019 gepubliceerd door de FIBA.
Een team bij 3×3-basketbal bestaat uit drie veldspelers en één wisselspeler. Het speelveld is een half basketbalveld. Zowel voor dames als voor heren is er één officiële speelbal: deze heeft de omvang van een reguliere bal voor damesbasketbal en het gewicht van een bal voor herenbasketbal. Een score van binnen de halve cirkel telt als één punt, net als een score van een vrije worp. Een score van buiten de halve cirkel telt voor twee punten.
Een wedstrijd duurt 10 minuten (ware speeltijd) of totdat een van de teams 21 punten heeft gehaald. De tijd stopt zodra de scheidsrechter fluit voor een fout of overtreding. De tijd start weer zodra een speler van het verdedigende team de bal op de kop van de bucket aan het aanvallende geeft ('checken'). Bij een gelijke stand na 10 minuten vindt een verlenging plaats: het team dat in de verlenging als eerste twee punten scoort, wint de wedstrijd. Er is een schotklok van 12 seconden: binnen 12 seconden moet een team een schotpoging doen.
Wanneer het verdedigende team in balbezit komt door een interceptie of rebound, dan moet dit team de bal eerst buiten de halve cirkel brengen ('clearen'). Hetzelfde geldt na een score, het team dat niet scoort krijgt balbezit. Na een overtreding of een fout zonder vrije worpen moet de bal worden gecheckt op de kop van de bucket. Bij een balvastsituatie krijgt het verdedigende team balbezit.
Bij een fout op een doelende speler krijgt die één vrije worp (of twee vrije worpen bij een tweepuntspoging). Vanaf de zevende teamfout krijgt het aanvallende team altijd twee vrije worpen, vanaf de tiende teamfout twee vrije worpen en balbezit.
Elk team mag één time-out nemen. Wisselen is toegestaan op het moment dat de bal gecheckt wordt of bij vrije worpen.